# Nimm von uns, Herr, du treuer Gott, BWV 101

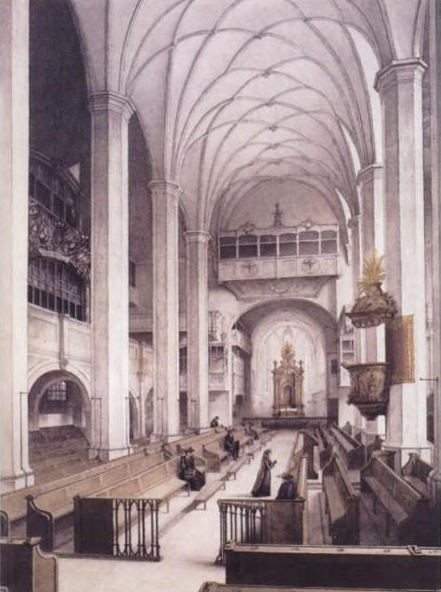
Thomaskirche.

Nimm von uns, Herr, du treuer Gott, BWV 101 (en español, Quítanos, Señor, Dios fiel) es una cantata de la iglesia compuesta por Johann Sebastian Bach en Leipzig para el décimo domingo después de Trinidad y la representó por primera vez el 13 de agosto de 1724. La cantata coral está basada en el himno de Martin Moller de 1584.

## Historia y texto
Bach compuso la cantata en Leipzig para el décimo domingo después de Trinidad como parte de su segundo ciclo de cantatas. Las lecturas prescritas para el domingo fueron de la Primera epístola a los corintios, «diferentes dones, pero un solo espíritu» (1 Corintios 12:1-11), y del Evangelio de Lucas, Jesús anunciando la destrucción de Jerusalén y expulsión de los mercaderes del Templo (Lucas 19:41-48).
El texto de la cantata se basa en las siete estancias de la coral de Martin Moller (1584), que había escrito durante un tiempo de plaga, como una paráfrasis del poema latino Aufer immensam (1541). La coral se canta en la melodía de Vater unser im Himmelreich de Martín Lutero en el Padre nuestro. Las palabras se usan sin cambios en el movimiento exterior. Un poeta desconocido transcribió las ideas de las estrofas 2, 4 y 6 a arias. Retuvo el texto de las estrofas 3 y 5, pero lo interpoló recitativamente. El texto cantate solo se relaciona generalmente con las lecturas, a diferencia de Schauet doch und sehet, ob irgend ein Schmerz sei, BWV 46, de un año antes, que trata sobre el lamento de Jerusalén en el Libro de las lamentaciones. Pero el poeta insinuó la destrucción de Jerusalén por «Daß wir nicht durch sündlich Tun wie Jerusalem vergehen» («para que, a través de actos pecaminosos, ¡no podamos ser destruidos como Jerusalén!») en el movimiento 2.
Bach interpretó por primera vez la cantata el 13 de agosto de 1724.

## Partitura y estructura

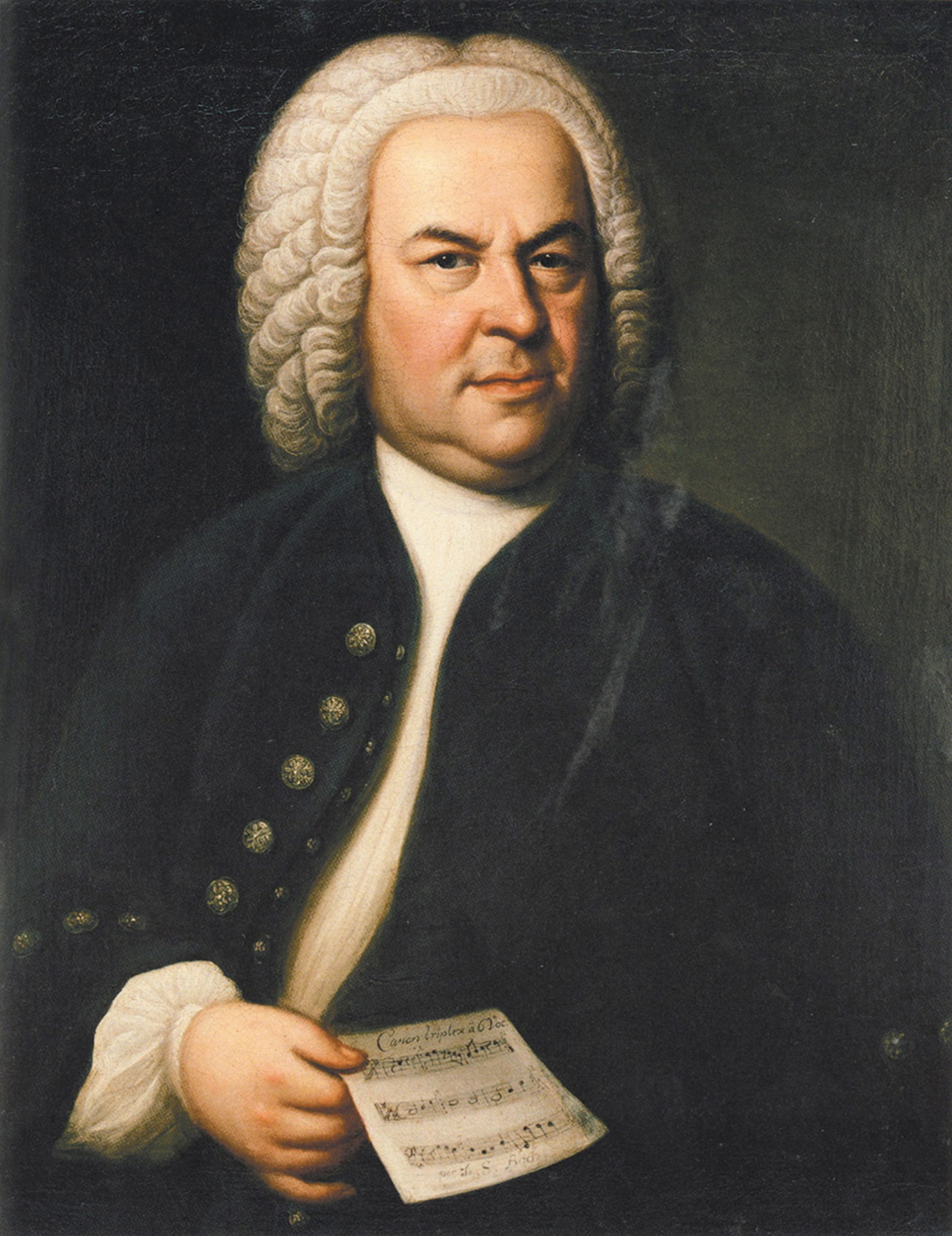
Johann Sebastian Bach, compositor de la cantata.

La cantata tiene siete movimientos y tiene una rica partitura cuatro solistas vocales (soprano, alto, tenor y bajo), un coro de cuatro partes, cornetto, tres trombones, dos oboes, taille (oboe tenor), flauta travesera (o violín), dos violines, viola y bajo continuo.
1. Coro: Nimm von uns, Herr, du treuer Gott
2. Aria (tenor): Handle nicht nach deinen Rechten
3. Recitativo y coral (soprano): Ach! Herr Gott, durch die Treue dein
4. Aria (bajo): Warum willst du so zornig sein?
5. Recitativo y coral (tenor): Die Sünd hat uns verderbet sehr
6. Aria (soprano, alto): Gedenk an Jesu bittern Tod
7. Coral: Leit uns mit deiner rechten Hand

## Música
La melodía coral en modo dórico está presente en todos los movimientos, excepto en el primer aria. El coro de apertura es una fantasía coral con el cantus firmus en la soprano, cada línea preparada por las voces bajas. Un coro de trombones toca colla parte con las voces, incrustadas en un entorno de oboes y cuerdas, que también es bastante vocal. John Eliot Gardiner observa la «intensificación perturbadora de armonía y expresión vocal de Bach para las palabras "für Seuchen, Feur und großem Leid" (contagio, fuego y gran sufrimiento) al final del movimiento».
El primer aria está acompañada por una flauta virtuosa, reemplazada por un violín en una versión posterior. La escritura de la flauta sugiere que Bach tenía a mano un flautista competente en 1724, como en Was frag ich nach der Welt, BWV 94, compuesta una semana antes. El recitativo combina una versión embellecida de la melodía coral con recitativo secco. El movimiento central comienza como una dramática aria, marcada vivace, en tres oboes y continuo. Pero después de este «furioso ritornello», el bajo comienza inesperadamente, marcado andante, con la primera línea de la estrofa coral en la melodía coral, lo que plantea la pregunta «¿por qué estás tan enojado con nosotros?». En la sección central, los instrumentos tocan la coral completa, mientras que la voz canta de forma independiente.
El segundo recitativo es simétrico al primero. El sexto ovimiento combina dos voces, la flauta y el oboe de caza, que toca la melodía coral. La instrumentación es similar al movimiento central de la Pasión según San Mateo de Bach, «Aus Liebe mein Heiland sterben». La estrofa final se establece en cuatro partes.

## Grabaciones
- Die Bach Kantate Vol. 47, Helmuth Rilling, Gächinger Kantorei, Bach-Collegium Stuttgart, Arleen Augér, Helen Watts, Aldo Baldin, John Bröcheler, Hänssler 1979
- J. S. Bach: Das Kantatenwerk – Sacred Cantatas Vol. 6, Nikolaus Harnoncourt, Tölzer Knabenchor, Concentus Musicus Wien, soloist of the Tölzer Knabenchor, Paul Esswood, Kurt Equiluz, Philippe Huttenlocher, Teldec 1980
- J. S. Bach: Complete Cantatas Vol. 10, Ton Koopman, Amsterdam Baroque Orchestra & Choir, Caroline Stam, Michael Chance, Paul Agnew, Klaus Mertens, Antoine Marchand 1998
- Bach Edition Vol. 20 – Cantatas Vol. 11, conductor Pieter Jan Leusink, Holland Boys Choir, Netherlands Bach Collegium, Marjon Strijk, Sytse Buwalda, Nico van der Meel, Bas Ramselaar, Brilliant Classics 2000
- Bach Cantatas Vol. 5: Rendsburg/Braunschweig, John Eliot Gardiner, Monteverdi Choir, English Baroque Soloists, Joanne Lunn, Daniel Taylor, Christoph Genz, Gotthold Schwarz, Soli Deo Gloria 2000
- J. S. Bach: Cantatas Vol. 31 – Cantatas from Leipzig 1724, Masaaki Suzuki, Bach Collegium Japan, Yukari Nonoshita, Robin Blaze, Gerd Türk, Peter Kooy, BIS 2004